# ワールド・ディマイズ
『ワールド・ディマイズ』（World Demise）は、アメリカのデスメタル・バンド、オビチュアリーによる4作目のアルバム。1994年9月6日にリリースされた。

## 収録曲
- 全作詞曲:オビチュアリー

1. ドント・ケア - "Don't Care" - 3:08
2. ワールド・ディマイズ - "World Demise" - 3:43
3. バーンド・イン - "Burned In" - 3:32
4. リディファイン - "Redefine" - 4:39
5. パラライジング - "Paralyzing" - 4:57
6. ロスト - "Lost" - 3:59
7. ソリッド・ステイト - "Solid State" - 4:38
8. スプラッタード - "Splattered" - 4:15
9. ファイナル・ソーツ - "Final Thoughts" - 4:08
10. ボイリング・ポイント - "Boiling Point" - 3:09
11. セット・イン・ストーン - "Set in Stone" - 4:50
12. キル・フォー・ミー - "Kill for Me" - 5:59

## 参加メンバー
- ジョン・ターディ (John Tardy) – ボーカル
- アレン・ウェスト (Allen West) – リード・ギター
- トレヴァー・ペレス (Trevor Peres) – リズム・ギター
- フランク・ワトキンス (Frank Watkins) – ベース
- ドナルド・ターディ (Donald Tardy) – ドラム